# Versailleský mír (1871)
Versailleský mír (oficiálně německy Friedens-Präliminarien zwischen dem Deutschen Reich und Frankreich tj. předběžný mír mezi Německou říší a Francií, francouzsky Traité préliminaire de paix) byla mírová smlouva podepsaná 26. února 1871 mezi Francouzskou republikou a Německým císařstvím během francouzsko-pruské války na zámku ve Versailles. Tento předběžný mír byl potvrzen a doplněn Frankfurtským mírem v květnu 1871.

## Obsah
Text smlouvy se skládá z deseti článků. Článkem I se Francie zříká velkých částí svých departementů Haut-Rhin, Bas-Rhin a Moselle a také dvou arrondissementů v departementu Meurthe ve prospěch Německé říše, která byla založena během války. Postoupená území se oficiálně stala součástí Německé říše jako Reichsland Elsaß-Lothringen v červnu 1871 dle "Zákona o spojení Alsaska a Lotrinska s Německou říší".
V článku II se Francie zavazuje zaplatit válečné reparace ve výši pěti miliard zlatých franků. Zbývající články upravují mimo jiné evakuaci okupovaných území, emigraci obyvatel postoupených území a zahájení mírových jednání.

## Signatáři
Smlouvu za Německo podepsal kancléř Otto von Bismarck a čtyři jihoněmečtí ministři Otto von Bray-Steinburg, August von Wächter, Hermann Mittnacht a Julius Jolly. Za Francii smlouvu podepsali Adolphe Thiers a Jules Favre.